# Jazz from Hell
Jazz from Hell je instrumentální album od Franka Zappy, vydané v roce 1986 u Barking Pumpkin Records (vinyl) a Rykodisc (CD). Album vyhrálo cenu Grammy.

## Seznam skladeb
Všechny skladby napsal a uspořádal Frank Zappa.

### Strana jedna
1. "Night School" – 4:47
2. "The Beltway Bandits" – 3:25
3. "While You Were Art II" – 7:17
4. "Jazz from Hell" – 2:58

### Strana dva
1. "G-Spot Tornado" – 3:17
2. "Damp Ankles" – 3:45
3. "St. Etienne" – 6:26
4. "Massaggio Galore" – 2:31

## Sestava

### Hudebníci
- Frank Zappa – sólová kytara, synclavier, klávesy
- Steve Vai – doprovodná kytara
- Ray White – doprovodná kytara
- Tommy Mars – Keyboards
- Bobby Martin – klávesy, saxofon
- Ed Mann – perkuse
- Scott Thunes – baskytara, klávesy
- Chad Wackerman – bicí

### Produkce
- Frank Zappa - producent
- Bob Stone – inženýr
- Bob Rice – počítačový asistent
- Greg Gorman – fotografie obalu